# Благой Латинов
Благой Латинов е български футболист, защитник. Играл е за Пирин, Славия, Металург, Свиленград и МиПа-47 Аняланкоски (Финландия). Шампион на Финландия през 2005 г. Има 3 мача за младежкия национален отбор.

## Статистика по сезони
- Пирин – 1995/96 - Б група, 6 мача/0 гола
- Пирин – 1996/97 - Б група, 18/1
- Пирин – 1997/98 - Б група, 23/1
- Славия – 1998/99 - A група, 4/0
- Металург – 1999/00 - Б група, 24/0
- Металург – 2000/01 - Б група, 16/0
- Свиленград – 2001/ес. - Б група, 11/0
- Пирин – 2002/пр. - Б група, 9/0
- Пирин – 2002/ес. - Б група, 12/0
- МиПа-47 Аняланкоски – 2004 – Вейкауслига, 23/1
- МиПа-47 Аняланкоски – 2005 – Вейкауслига, 4/0